# Undercover Burns
«Undercover Burns» —«Burns de incógnit» en  España y «Burns Encubierto» en Hispanoamérica—, es el primer episodio de la trigesimosegunda temporada de la serie animada Los Simpson, y el episodio 685 de la serie en general. Se emitió en Estados Unidos en Fox el 27 de septiembre de 2020. David Harbour es la estrella invitada como Fred Kranepool, personaje encubierto del Sr. Burns y Phil Rosenthal aparece como él mismo. Este es también el primer episodio en el que Alex Désert le da voz a Carl Carlson, asumiendo el papel de Hank Azaria. El título del episodio es una referencia a la franquicia de televisión Undercover Boss.
El episodio presentó al Sr. Burns de incógnito en su compañía, la Planta de Energía Nuclear de Springfield, similar al formato de Undercover Boss. Recibió críticas generalmente positivas y fue visto en vivo en los Estados Unidos por 4,44 millones de espectadores.

## Argumento
En la Planta Nuclear, es el día de "Lleve a tus hijos al trabajo". Lenny, que no tenía hijos, contrató a dos, pero uno de ellos lo abandonó después de haber sido llamado a otro trabajo para Krusty. Tan pronto como los padres dejan a sus hijos al cuidado del Sr. Burns, él lo transforma en un día de "Pon a tus hijos a trabajar", obligándolos a trabajar en la planta.
Lisa escapa de la trampa y sigue a Burns, acusándolo, pero Burns escapa al baño, donde Lisa se niega a quedarse porque es un baño de hombres. Burns revisa la escritura en los baños y descubre que lo odian. Lo mismo ocurre en el baño de mujeres, donde se quema una versión cachorro de él.
Para comprobar el descontento, Burns planea ir de incógnito y forma un equipo. Dentro de su nuevo cuerpo robótico, Burns como Fred Kranepool se sienta a la mesa con Homer, Lenny y Carl e intenta socializar con ellos, pero mientras intenta pedir algo malo, suena el silbato de regreso al trabajo.
Se revela que para llamar a la gente a volver al trabajo, Burns libera a los perros. Después de escapar con ellos, invitan a Fred a la taberna de Moe, donde Homer le ofrece una cerveza, y le dicen a Fred que todo lo que le piden a Burns es amistad y respeto.
Dado que Fred está sentado en el asiento de Barney, Barney tiene que usar el nuevo servicio de acceso directo en su Plough King's Plough. Después, los tres amigos siguen socializando, en el Luna Park, en la taberna de Moe, pescando y cantando en el karaoke.
En la mansión Burns, Smithers está preocupado, especialmente cuando le dice que son sus amigos. La familia también está preocupada porque Homer sigue pasando tiempo con ellos.
En la planta, Fred le dice a Smithers que retroceda, así que después de las bromas le piden a Fred que hable con Burns por respeto. Fred acepta de mala gana y comienza a representar una escena de ida y vuelta con su voz real. La escena fue tan convincente, escuchada por los chicos en la puerta, que convencen a Burns de que "muera" su antiguo yo y se convierta en Fred de forma permanente, para mayor preocupación de Smithers.
Homer se niega a comer en casa e ir a trabajar un sábado, donde el lugar se transforma por completo para ser amigable para los trabajadores. Cuando mencionan que Fred podría deshacerse de Smithers pronto, le revela a Homer la verdad y que está yendo demasiado lejos.
Más tarde, cuando llegan Lenny y Carl, Lenny insulta al Sr. Burns y Fred se enoja demasiado y trata de estrangularlo, pero Homer lo detiene y pelea con el, que rompe sus brazos robóticos. Fred escapa, pero Burns comienza a enfrentarlo dentro del traje. Fred toma el control de Burns e intenta deshacerse de él.
Homer llega a la escena mientras Burns da el golpe final. Después de un discurso de ambos, todo volverá a la normalidad, y el traje de Fred es arrojado a los desechos radiactivos, mientras se revela que Burns en la pelea no eran otros que uno de los creadores de Fred.
Al final, llega un nuevo compañero de trabajo, Don Phoneyman, y Lenny intenta demostrar que es Burns soltando los perros sobre él, pero lo atacan y luego usan la trampilla en Carl. Luego, Burns se pone un traje de Fred nuevo y mejorado y comienza a cantar con sus tres amigos nuevamente en el karaoke.

## Producción

### Desarrollo
El episodio fue escrito por David Cryan, quien se acercó al showrunner Al Jean en Twitter y le pidió a Jean que leyera algunos guiones que había escrito. Cryan esperaba tener la oportunidad de enviar un guion para Los Simpson, pero Jean quedó tan impresionado por los guiones de Cryan, en particular los de Veep y Curb Your Enthusiasm, que invitó a Cryan a unirse al equipo de guionistas del programa. Sin embargo, Cryan no pudo aceptar la oferta porque a Cryan, que vive en Canadá, se le negó su solicitud de visa para los Estados Unidos. Entonces, Jean, en cambio, le ofreció la oportunidad de escribir un episodio como autónomo. Cryan eligió escribir un episodio en torno a su personaje favorito de Sr. Burns, es el primer episodio de televisión de Cryan.
Jean publicó una foto del episodio el 9 de septiembre de 2020 en Twitter. También el 9 de septiembre de 2020, Fox lanzó ocho imágenes promocionales del episodio.

### Reparto
David Harbour fue invitado en el episodio como la persona encubierta del Sr. Burns, Fred y Phil Rosenthal, aparecía como él mismo. Rosenthal interpretó anteriormente a TV Papá en Los Simpson: La película. Este es también el primer episodio en el que Alex Désert le da voz a Carl Carlson, reemplazando a Hank Azaria, quien prestó su voz al personaje desde la primera temporada. Esto se produjo después de que los productores de la serie anunciaran que "En el futuro, Los Simpson ya no tendrán actores blancos que expresen personajes que no sean blancos".
En cuanto al doblaje latinoamericano, a partir de este episodio contó con el regreso de los actores de doblaje originales de muchos personajes de la serie entre ellas Humberto Vélez como Homero Simpson, Patricia Acevedo como Lisa y Claudia Motta como Bart, a excepción de Marge, quien de ahora en adelante será doblada por la misma actriz recuperando casi totalmente el elenco anterior después de 17 años de ausencia, producto del conflicto sindical que tuvieron con la empresa Grabaciones y Doblajes Internacionales en 2004 y posteriormente la intervención entre Al Jean y Disney en 2021.

## Recepción

### Visualización de cifras
En Estados Unidos, el episodio fue visto en vivo por 4,44 millones de espectadores.

### Respuesta crítica
Tony Sokol de Den of Geek dijo que "Undercover Burns" es un episodio de estreno de temporada divertido e informativo. El Sr. Burns siempre cumple, excepto en las promesas que ha hecho".
Kevin Melrose, de Comic Book Resources, dijo que "los críticos de toda la vida que insisten en que Los Simpson alcanzaron su punto máximo en 1993 sin duda señalarán que el estreno de la temporada 32 es solo la última evidencia de apoyo. Desde el gag del sofá de la pantalla verde hasta su parodia de Undercover Boss, una serie de telerrealidad que es estado en el aire durante más de una década, "Undercover Burns" apenas es de vanguardia. Y, sin embargo, el episodio aún sorprende".